# Noravar
Noravar è un comune dell'Azerbaigian situato nel distretto di Yardımlı.